# Charles Adolphus Kiesler
Pour les articles homonymes, voir Kiesler.
Charles Adolphus Kiesler, né le 14 août 1934 et mort en 2002, est un professeur en psychologie sociale et administrateur d'université américain.

## Biographie
Célèbre notamment pour son ouvrage fondamental sur la théorie de l'engagement « The psychology of Commitment ».
Il définit entre autres l'engagement en psychologie : « L'engagement est le lien qui unit un individu à ses actes »
Le phénomène d'engagement est utilisé dans les techniques de manipulation. En obtenant le consentement d'un individu, on peut par la suite obtenir plus de lui que si on lui avait demandé tout de suite la requête importante ou si on lui avait donné le coût réel de cette requête directement. Par exemple, pour obtenir de l'aide pour réparer un objet, demandez d'abord à la personne son avis ou un conseil (petite requête) et ensuite demandez-lui de l'aide (requête au coût plus important) . Les individus, qui se sont engagés une première fois, ont tendance à poursuivre cet engagement.

## Ouvrages
- (en) C.A. Kiesler, The Psychology of Commitment, Academic Press, New York, 1971.